# Liste des polyèdres uniformes
Cette liste recense les polyèdres uniformes, ainsi que certaines de leurs propriétés.
page connexe : Polyèdre régulier

## Méthodologie
Un polyèdre uniforme est un polyèdre dont les faces sont des polygones réguliers et qui est isogonal (c'est-à-dire que pour tout couple de ses sommets, il existe une isométrie du polyèdre qui transforme l'un en l'autre).
Les polyèdres uniformes suivants existent :
- 75 polyèdres uniformes non prismatiques :
  - 18 polyèdres convexes :
    - 5 solides de Platon, réguliers ;
    - 13 solides d'Archimède :
      - 2 polyèdres quasi-réguliers ;
      - 11 polyèdres semi-réguliers ;

  - 57 polyèdres étoilés :
    - 4 solides de Kepler-Poinsot, réguliers ;
    - 5 polyèdres étoilés quasi-réguliers ;
    - 48 polyèdres semi-réguliers ;
- le grand dirhombidodécaèdre disadouci, polyèdre particulier dont certaines paires d'arêtes coïncident ;
- les ensembles infinis :
  - prismes uniformes, convexes et étoilés ;
  - antiprismes uniformes, convexes et étoilés.

La liste inclut, les 76 polyèdres précédents, ainsi que quelques exemples de prismes et d'antiprismes.
Elle n'inclut par les éléments suivants :
- les 40 polyèdres uniformes potentiels avec des figures de sommet dégénérées qui ont des arêtes qui se chevauchent (non comptés par Coxeter) ;
- les pavages uniformes (en) :
  - les 11 pavages uniformes avec des faces convexes ;
  - les 14 pavages uniformes avec des faces non convexes ;
  - l'ensemble infini des pavages uniformes du plan hyperbolique (en).

## Table des polyèdres
Les formes convexes sont listées en ordre de degrés de configuration de sommet à partir de 3 faces/sommet et au-dessus, et en augmentant les côtés par face. Cet ordre permet de montrer des similarités topologiques.

### Formes convexes (3 faces/sommet)
| Nom                     | Image | Classe de solide | Symbole de Wythoff | Configuration de sommet | Acronyme de Bowers | Groupe de symétrie | W#   | U#  | K#  | Sommets | Arêtes | Faces | χ | Faces par type        |
| ----------------------- | ----- | ---------------- | ------------------ | ----------------------- | ------------------ | ------------------ | ---- | --- | --- | ------- | ------ | ----- | - | --------------------- |
| Tétraèdre               |       | R                | 2 3                | 3.3.3                   | Tet                | Td                 | W001 | U01 | K06 | 4       | 6      | 4     | 2 | 4×{3}                 |
| Prisme triangulaire     |       | P                | 2                  | 3.4.4                   | Trip               | D3h                | —    | —   | —   | 6       | 9      | 5     | 2 | 2×{3}+3×{4}           |
| Tétraèdre tronqué       |       | A                | 3                  | 3.6.6                   | Tut                | Td                 | W006 | U02 | K07 | 12      | 18     | 8     | 2 | 4×{3}+4×{6}           |
| Cube tronqué            |       | A                | 4                  | 3.8.8                   | Tic                | Oh                 | W008 | U09 | K14 | 24      | 36     | 14    | 2 | 8×{3}+6×{8}           |
| Dodécaèdre tronqué      |       | A                | 5                  | 3.10.10                 | Tid                | Ih                 | W010 | U26 | K31 | 60      | 90     | 32    | 2 | 20×{3}+12×{10}        |
| Cube                    |       | R                | 2 4                | 4.4.4                   | Cube               | Oh                 | W003 | U06 | K11 | 8       | 12     | 6     | 2 | 6×{4}                 |
| Prisme pentagonal       |       | P                | 2                  | 4.4.5                   | Pip                | D5h                | —    | U76 | K01 | 10      | 15     | 7     | 2 | 5×{4}+2×{5}           |
| Prisme hexagonal        |       | P                | 2                  | 4.4.6                   | Hip                | D6h                | —    | —   | —   | 12      | 18     | 8     | 2 | 6×{4}+2×{6}           |
| Prisme octogonal        |       | P                | 2                  | 4.4.8                   | Op                 | D8h                | —    | —   | —   | 16      | 24     | 10    | 2 | 8×{4}+2×{8}           |
| Prisme décagonal        |       | P                | 2                  | 4.4.10                  | Dip                | D10h               | —    | —   | —   | 20      | 30     | 12    | 2 | 10×{4}+2×{10}         |
| Prisme dodécagonal      |       | P                | 2                  | 4.4.12                  | Twip               | D12h               | —    | —   | —   | 24      | 36     | 14    | 2 | 12×{4}+2×{12}         |
| Octaèdre tronqué        |       | A                | 3                  | 4.6.6                   | Toe                | Oh                 | W007 | U08 | K13 | 24      | 36     | 14    | 2 | 6×{4}+8×{6}           |
| Cuboctaèdre tronqué     |       | A                |                    | 4.6.8                   | Girco              | Oh                 | W015 | U11 | K16 | 48      | 72     | 26    | 2 | 12×{4}+8×{6}+6×{8}    |
| Icosidodécaèdre tronqué |       | A                |                    | 4.6.10                  | Grid               | Ih                 | W016 | U28 | K33 | 120     | 180    | 62    | 2 | 30×{4}+20×{6}+12×{10} |
| Dodécaèdre              |       | R                | 2 5                | 5.5.5                   | Doe                | Ih                 | W005 | U23 | K28 | 20      | 30     | 12    | 2 | 12×{5}                |
| Icosaèdre tronqué       |       | A                | 3                  | 5.6.6                   | Ti                 | Ih                 | W009 | U25 | K30 | 60      | 90     | 32    | 2 | 12×{5}+20×{6}         |

### Formes convexes (4 faces/sommet)
| Nom                        | Image | Classe de solide | Symbole de Wythoff | Configuration de sommet | Acronyme de Bowers | Groupe de symétrie | W#   | U#  | K#  | Sommets | Arêtes | Faces | χ | Faces par type       |
| -------------------------- | ----- | ---------------- | ------------------ | ----------------------- | ------------------ | ------------------ | ---- | --- | --- | ------- | ------ | ----- | - | -------------------- |
| Octaèdre                   |       | R                | 2 3                | 3.3.3.3                 | Oct                | Oh                 | W002 | U05 | K10 | 6       | 12     | 8     | 2 | 8×{3}                |
| Antiprisme carré           |       | P                | 2 2 4              | 3.3.3.4                 | Squap              | D4d                | --   | --  | --  | 8       | 16     | 10    | 2 | 8×{3}+2×{4}          |
| Antiprisme pentagonal      |       | P                | 2 2 5              | 3.3.3.5                 | Pap                | D5d                | --   | U77 | K02 | 10      | 20     | 12    | 2 | 10×{3}+2×{5}         |
| Antiprisme hexagonal       |       | P                | 2 2 6              | 3.3.3.6                 | Hap                | D6d                | --   | --  | --  | 12      | 24     | 14    | 2 | 12×{3}+2×{6}         |
| Antiprisme octogonal       |       | P                | 2 2 8              | 3.3.3.8                 | Oap                | D8d                | --   | --  | --  | 16      | 32     | 18    | 2 | 16×{3}+2×{8}         |
| Antiprisme décagonal       |       | P                | 2 2 10             | 3.3.3.10                | Dap                | D10d               | --   | --  | --  | 20      | 40     | 22    | 2 | 20×{3}+2×{10}        |
| Antiprisme dodécagonal     |       | P                | 2 2 12             | 3.3.3.12                | Twap               | D12d               | --   | --  | --  | 24      | 48     | 26    | 2 | 24×{3}+2×{12}        |
| Cuboctaèdre                |       | A                | 3 4                | 3.4.3.4                 | Co                 | Oh                 | W011 | U07 | K12 | 12      | 24     | 14    | 2 | 8×{3}+6×{4}          |
| Petit rhombicuboctaèdre    |       | A                | 2                  | 3.4.4.4                 | Sirco              | Oh                 | W013 | U10 | K15 | 24      | 48     | 26    | 2 | 8×{3}+(6+12)×{4}     |
| Petit rhombicosidodécaèdre |       | A                | 2                  | 3.4.5.4                 | Srid               | Ih                 | W014 | U27 | K32 | 60      | 120    | 62    | 2 | 20×{3}+30×{4}+12×{5} |
| Icosidodécaèdre            |       | A                | 3 5                | 3.5.3.5                 | Id                 | Ih                 | W012 | U24 | K29 | 30      | 60     | 32    | 2 | 20×{3}+12×{5}        |

### Formes convexes (5 faces/sommet)
| Nom               | Image | Classe de solide | Symbole de Wythoff | Configuration de sommet | Acronyme de Bowers | Groupe de symétrie | W#   | U#  | K#  | Sommets | Arêtes | Faces | χ | Faces par type     |
| ----------------- | ----- | ---------------- | ------------------ | ----------------------- | ------------------ | ------------------ | ---- | --- | --- | ------- | ------ | ----- | - | ------------------ |
| Icosaèdre         |       | R                | 2 3                | 3.3.3.3.3               | Ike                | Ih                 | W004 | U22 | K27 | 12      | 30     | 20    | 2 | 20×{3}             |
| Cube adouci       |       | A                | 2 3 4              | 3.3.3.3.4               | Snic               | O                  | W017 | U12 | K17 | 24      | 60     | 38    | 2 | (8+24)×{3}+6×{4}   |
| Dodécaèdre adouci |       | A                | 2 3 5              | 3.3.3.3.5               | Snid               | I                  | W018 | U29 | K34 | 60      | 150    | 92    | 2 | (20+60)×{3}+12×{5} |

### Formes non convexes avec des faces convexes
| Nom                              | Image | Classe de solide | Symbole de Wythoff | Configuration de sommet | Acronyme de Bowers | Groupe de symétrie | W#   | U#  | K#  | Sommets | Arêtes | Faces | χ   | Faces par type        |
| -------------------------------- | ----- | ---------------- | ------------------ | ----------------------- | ------------------ | ------------------ | ---- | --- | --- | ------- | ------ | ----- | --- | --------------------- |
| Tétrahémihexaèdre                |       | C+               | 2                  | 4.3/2.4.3               | Thah               | Td                 | W067 | U04 | K09 | 6       | 12     | 7     | 1   | 4×{3}+3×{4}           |
| Cubohémioctaèdre                 |       | C+               | 3                  | 6.4/3.6.4               | Cho                | Oh                 | W078 | U15 | K20 | 12      | 24     | 10    | -2  | 6×{4}+4×{6}           |
| Octahémioctaèdre                 |       | C+               | 3                  | 6.3/2.6.3               | Oho                | Oh                 | W068 | U03 | K08 | 12      | 24     | 12    | 0   | 8×{3}+4×{6}           |
| Grand dodécaèdre                 |       | R+               | 2 5                | (5.5.5.5.5)/2           | Gad                | Ih                 | W021 | U35 | K40 | 12      | 30     | 12    | -6  | 12×{5}                |
| Grand icosaèdre                  |       | R+               | 2 3                | (3.3.3.3.3)/2           | Gike               | Ih                 | W041 | U53 | K58 | 12      | 30     | 20    | 2   | 20×{3}                |
| Grand icosidodécaèdre ditrigonal |       | C+               | 3 5                | (5.3.5.3.5.3)/2         | Gidtid             | Ih                 | W087 | U47 | K52 | 20      | 60     | 32    | -8  | 20×{3}+12×{5}         |
| Petit rhombihexaèdre             |       | C+               |                    | 4.8.4/3.8               | Sroh               | Oh                 | W086 | U18 | K23 | 24      | 48     | 18    | -6  | 12×{4}+6×{8}          |
| Petit cubicuboctaèdre            |       | C+               | 4                  | 8.3/2.8.4               | Socco              | Oh                 | W069 | U13 | K18 | 24      | 48     | 20    | -4  | 8×{3}+6×{4}+6×{8}     |
| Grand rhombicuboctaèdre uniforme |       | C+               | 2                  | 4.3/2.4.4               | Querco             | Oh                 | W085 | U17 | K22 | 24      | 48     | 26    | 2   | 8×{3}+(6+12)×{4}      |
| Petit dodécahémidodécaèdre       |       | C+               | 5                  | 10.5/4.10.5             | Sidhid             | Ih                 | W091 | U51 | K56 | 30      | 60     | 18    | -12 | 12×{5}+6×{10}         |
| Petit icosihémidodécaèdre        |       | C+               | 5                  | 10.3/2.10.3             | Seihid             | Ih                 | W089 | U49 | K54 | 30      | 60     | 26    | -4  | 20×{3}+6×{10}         |
| Grand dodécahémicosaèdre         |       | S+               | 3                  | 6.5/4.6.5               | Gidhei             | Ih                 | W102 | U65 | K70 | 30      | 60     | 22    | -8  | 12×{5}+10×{6}         |
| Petit dodécicosaèdre             |       | C+               |                    | 10.6.10/9.6/5           | Siddy              | Ih                 | W090 | U50 | K55 | 60      | 120    | 32    | -28 | 20×{6}+12×{10}        |
| Petit rhombidodécaèdre           |       | C+               |                    | 10.4.10/9.4/3           | Sird               | Ih                 | W074 | U39 | K44 | 60      | 120    | 42    | -18 | 30×{4}+12×{10}        |
| Petit dodécicosidodécaèdre       |       | C+               | 5                  | 10.3/2.10.5             | Saddid             | Ih                 | W072 | U33 | K38 | 60      | 120    | 44    | -16 | 20×{3}+12×{5}+12×{10} |
| Rhombicosaèdre                   |       | C+               |                    | 6.4.6/5.4/3             | Ri                 | Ih                 | W096 | U56 | K61 | 60      | 120    | 50    | -10 | 30×{4}+20×{6}         |
| Grand icosicosidodécaèdre        |       | C+               | 3                  | 6.3/2.6.5               | Giid               | Ih                 | W088 | U48 | K53 | 60      | 120    | 52    | -8  | 20×{3}+12×{5}+20×{6}  |

### Formes prismatiques non convexes
| Nom                              | Image | Classe de solide | Symbole de Wythoff | Configuration de sommet | Acronyme de Bowers | Groupe de symétrie | W# | U#  | K#  | Sommets | Arêtes | Faces | χ | Faces par type |
| -------------------------------- | ----- | ---------------- | ------------------ | ----------------------- | ------------------ | ------------------ | -- | --- | --- | ------- | ------ | ----- | - | -------------- |
| Prisme pentagrammique            |       | P+               | 2                  | 5/2.4.4                 | Stip               | D5h                | -- | U78 | K03 | 10      | 15     | 7     | 2 | 5×{4}+2{5/2}   |
| Prisme heptagrammique (7/3) (en) |       | P+               | 2                  | 7/3.4.4                 | Giship             | D7h                | -- | --  | --  | 14      | 21     | 9     | 2 | 7×{4}+2{7/3}   |
| Prisme heptagrammique (7/2) (en) |       | P+               | 2                  | 7/2.4.4                 | Ship               | D7h                | -- | --  | --  | 14      | 21     | 9     | 2 | 7×{4}+2{7/2}   |
| Antiprisme pentagrammique        |       | P+               | 2 25/2             | 5/2.3.3.3               | Stap               | D5h                | -- | U79 | K04 | 10      | 20     | 12    | 2 | 10×{3}+2{5/2}  |
| Antiprisme pentagrammique croisé |       | P+               | 2 25/3             | 5/3.3.3.3               | Starp              | D5d                | -- | U80 | K05 | 10      | 20     | 12    | 2 | 10×{3}+2{5/2}  |

### Autres formes non convexes avec des faces non convexes
| Nom                                   | Image | Classe de solide | Symbole de Wythoff | Configuration de sommet    | Acronyme de Bowers | Groupe de symétrie | W#   | U#  | K#  | Sommets | Arêtes | Faces | χ   | Faces par type             |
| ------------------------------------- | ----- | ---------------- | ------------------ | -------------------------- | ------------------ | ------------------ | ---- | --- | --- | ------- | ------ | ----- | --- | -------------------------- |
| Petit dodécaèdre étoilé               |       | R+               | 25/2               | (5/2)5                     | Sissid             | Ih                 | W020 | U34 | K39 | 12      | 30     | 12    | -6  | 12{5/2}                    |
| Grand dodécaèdre étoilé               |       | R+               | 25/2               | (5/2)3                     | Gissid             | Ih                 | W022 | U52 | K57 | 20      | 30     | 12    | 2   | 12{5/2}                    |
| Dodécadodécaèdre ditrigonal           |       | S+               | 5/3 5              | (5/3.5)3                   | Ditdid             | Ih                 | W080 | U41 | K46 | 20      | 60     | 24    | -16 | 12×{5}+12{5/2}             |
| Petit icosidodécaèdre ditrigonal      |       | S+               | 5/2 3              | (5/2.3)3                   | Sidtid             | Ih                 | W070 | U30 | K35 | 20      | 60     | 32    | -8  | 20×{3}+12{5/2}             |
| Hexaèdre tronqué étoilé               |       | S+               | 4/3                | 8/3.8/3.3                  | Quith              | Oh                 | W092 | U19 | K24 | 24      | 36     | 14    | 2   | 8×{3}+68/3                 |
| Grand rhombihexaèdre                  |       | S+               |                    | 4.8/3.4/3.8/5              | Groh               | Oh                 | W103 | U21 | K26 | 24      | 48     | 18    | -6  | 12×{4}+6{8/3}              |
| Grand cubicuboctaèdre                 |       | S+               | 4/3                | 8/3.3.8/3.4                | Gocco              | Oh                 | W077 | U14 | K19 | 24      | 48     | 20    | -4  | 8×{3}+6×{4}+6{8/3}         |
| Grand dodécahémidodécaèdre            |       | S+               | 5/3                | 10/3.5/3.10/3.5/2          | Gidhid             | Ih                 | W107 | U70 | K75 | 30      | 60     | 18    | -12 | 12{5/2}+6{10/3}            |
| Petit dodécahémicosaèdre              |       | S+               | 3                  | 6.5/3.6.5/2                | Sidhei             | Ih                 | W100 | U62 | K67 | 30      | 60     | 22    | -8  | 12{5/2}+10×{6}             |
| Dodécadodécaèdre                      |       | S+               | 5/2 5              | (5/2.5)2                   | Did                | Ih                 | W073 | U36 | K41 | 30      | 60     | 24    | -6  | 12×{5}+12{5/2}             |
| Grand icosihémidodécaèdre             |       | S+               | 5/3                | 10/3.3/2.10/3.3            | Geihid             | Ih                 | W106 | U71 | K76 | 30      | 60     | 26    | -4  | 20×{3}+6{10/3}             |
| Grand icosidodécaèdre                 |       | S+               | 5/2 3              | (5/2.3)2                   | Gid                | Ih                 | W094 | U54 | K59 | 30      | 60     | 32    | 2   | 20×{3}+12{5/2}             |
| Cuboctaèdre cubitronqué               |       | S+               |                    | 8/3.6.8                    | Cotco              | Oh                 | W079 | U16 | K21 | 48      | 72     | 20    | -4  | 8×{6}+6×{8}+6{8/3}         |
| Grand cuboctaèdre tronqué             |       | S+               |                    | 8/3.4.6                    | Quitco             | Oh                 | W093 | U20 | K25 | 48      | 72     | 26    | 2   | 12×{4}+8×{6}+6{8/3}        |
| Grand dodécaèdre tronqué              |       | S+               | 5                  | 10.10.5/2                  | Tigid              | Ih                 | W075 | U37 | K42 | 60      | 90     | 24    | -6  | 12{5/2}+12×{10}            |
| Petit dodécaèdre étoilé tronqué       |       | S+               | 5/3                | 10/3.10/3.5                | Quitsissid         | Ih                 | W097 | U58 | K63 | 60      | 90     | 24    | -6  | 12×{5}+12{10/3}            |
| Grand dodécaèdre étoilé tronqué       |       | S+               | 5/3                | 10/3.10/3.3                | Quitgissid         | Ih                 | W104 | U66 | K71 | 60      | 90     | 32    | 2   | 20×{3}+12{10/3}            |
| Grand icosaèdre tronqué               |       | S+               | 3                  | 6.6.5/2                    | Tiggy              | Ih                 | W095 | U55 | K60 | 60      | 90     | 32    | 2   | 12{5/2}+20×{6}             |
| Grand dodécicosaèdre                  |       | S+               |                    | 6.10/3.6/5.10/7            | Giddy              | Ih                 | W101 | U63 | K68 | 60      | 120    | 32    | -28 | 20×{6}+12{10/3}            |
| Grand rhombidodécaèdre                |       | S+               |                    | 4.10/3.4/3.10/7            | Gird               | Ih                 | W109 | U73 | K78 | 60      | 120    | 42    | -18 | 30×{4}+12{10/3}            |
| Icosidodécadodécaèdre                 |       | S+               | 3                  | 6.5/3.6.5                  | Ided               | Ih                 | W083 | U44 | K49 | 60      | 120    | 44    | -16 | 12×{5}+12{5/2}+20×{6}      |
| Petit dodécicosidodécaèdre ditrigonal |       | S+               | 5                  | 10.5/3.10.3                | Sidditdid          | Ih                 | W082 | U43 | K48 | 60      | 120    | 44    | -16 | 20×{3}+12{5/2}+12×{10}     |
| Grand dodécicosidodécaèdre ditrigonal |       | S+               | 5/3                | 10/3.3.10/3.5              | Gidditdid          | Ih                 | W081 | U42 | K47 | 60      | 120    | 44    | -16 | 20×{3}+12×{5}+12{10/3}     |
| Grand dodécicosidodécaèdre            |       | S+               | 5/3                | 10/3.5/2.10/3.3            | Gaddid             | Ih                 | W099 | U61 | K66 | 60      | 120    | 44    | -16 | 20×{3}+12{5/2}+12{10/3}    |
| Petit icosicosidodécaèdre             |       | S+               | 3                  | 6.5/2.6.3                  | Siid               | Ih                 | W071 | U31 | K36 | 60      | 120    | 52    | -8  | 20×{3}+12{5/2}+20×{6}      |
| Rhombidodécadodécaèdre                |       | S+               | 2                  | 4.5/2.4.5                  | Raded              | Ih                 | W076 | U38 | K43 | 60      | 120    | 54    | -6  | 30×{4}+12×{5}+12{5/2}      |
| Grand rhombicosidodécaèdre uniforme   |       | S+               | 2                  | 4.5/3.4.3                  | Qrid               | Ih                 | W105 | U67 | K72 | 60      | 120    | 62    | 2   | 20×{3}+30×{4}+12{5/2}      |
| Dodécadodécaèdre adouci               |       | S+               | 25/2 5             | 3.3.5/2.3.5                | Siddid             | I                  | W111 | U40 | K45 | 60      | 150    | 84    | -6  | 60×{3}+12×{5}+12{5/2}      |
| Dodécadodécaèdre adouci inversé       |       | S+               | 5/3 2 5            | 3.5/3.3.3.5                | Isdid              | I                  | W114 | U60 | K65 | 60      | 150    | 84    | -6  | 60×{3}+12×{5}+12{5/2}      |
| Grand icosidodécaèdre adouci          |       | S+               | 25/2 3             | 3.4.5/2                    | Gosid              | I                  | W116 | U57 | K62 | 60      | 150    | 92    | 2   | (20+60)×{3}+12{5/2}        |
| Grand icosidodécaèdre adouci inversé  |       | S+               | 5/3 2 3            | 3.3.5/3                    | Gisid              | I                  | W113 | U69 | K74 | 60      | 150    | 92    | 2   | (20+60)×{3}+12{5/2}        |
| Grand icosidodécaèdre rétroadouci     |       | S+               | 3/25/3 2           | (34.5/2)/2                 | Girsid             | I                  | W117 | U74 | K79 | 60      | 150    | 92    | 2   | (20+60)×{3}+12{5/2}        |
| Grand dodécicosidodécaèdre adouci     |       | S+               | 5/35/2 3           | 3.5/3.3.5/2                | Gisdid             | I                  | W115 | U64 | K69 | 60      | 180    | 104   | -16 | (20+60)×{3}+(12+12){5/2}   |
| Icosidodécadodécaèdre adouci          |       | S+               | 5/3 3 5            | 3.3.5.5/3                  | Sided              | I                  | W112 | U46 | K51 | 60      | 180    | 104   | -16 | (20+60)×{3}+12×{5}+12{5/2} |
| Petit icosicosidodécaèdre adouci      |       | S+               | 5/2 3 3            | 35.5/2                     | Seside             | Ih                 | W110 | U32 | K37 | 60      | 180    | 112   | -8  | (40+60)×{3}+12{5/2}        |
| Petit icosicosidodécaèdre rétroadouci |       | S+               | 3/23/25/2          | (35.5/3)/2                 | Sirsid             | Ih                 | W118 | U72 | K77 | 60      | 180    | 112   | -8  | (40+60)×{3}+12{5/2}        |
| Grand dirhombicosidodécaèdre          |       | S+               | 3/25/3 3 5/2       | (4.5/3.4.3. 4.5/2.4.3/2)/2 | Gidrid             | Ih                 | W119 | U75 | K80 | 60      | 240    | 124   | -56 | 40×{3}+60×{4}+24{5/2}      |
| Dodécadodécaèdre icositronqué         |       | S+               |                    | 10/3.6.10                  | Idtid              | Ih                 | W084 | U45 | K50 | 120     | 180    | 44    | -16 | 20×{6}+12×{10}+12{10/3}    |
| Dodécadodécaèdre tronqué              |       | S+               |                    | 10/3.4.10                  | Quitdid            | Ih                 | W098 | U59 | K64 | 120     | 180    | 54    | -6  | 30×{4}+12×{10}+12{10/3}    |
| Grand icosidodécaèdre tronqué         |       | S+               |                    | 10/3.4.6                   | Gaquatid           | Ih                 | W108 | U68 | K73 | 120     | 180    | 62    | 2   | 30×{4}+20×{6}+12{10/3}     |

### Cas particulier
| Nom                                                     | Image | Classe de solide | Symbole de Wythoff | Configuration de sommet               | Acronyme de Bowers | Groupe de symétrie | W# | U# | K# | Sommets | Arêtes   | Faces | χ  | Faces par type         |
| ------------------------------------------------------- | ----- | ---------------- | ------------------ | ------------------------------------- | ------------------ | ------------------ | -- | -- | -- | ------- | -------- | ----- | -- | ---------------------- |
| Grand dirhombidodécaèdre disadouci Polyèdre de Skilling |       | S++              | (3/2) 5/3 (3) 5/2  | (5/2.4.3.3.3.4.5/3.4.3/2.3/2.3/2.4)/2 | Gidisdrid          | Ih                 | -- | -- | -- | 60      | 240 (*1) | 204   | 24 | 120×{3}+60×{4}+24{5/2} |

(*1) : Le grand dirhombidodécaèdre disadouci possède 120 arêtes partagées par quatre faces. Si elles sont comptées comme deux paires, alors il existe au total 360 arêtes. À cause de cette dégénérescence des arêtes, il n'est pas toujours considéré comme un polyèdre uniforme.

## Explication des notations dans les tables précédentes
- Classes de solides
  - R = 5 solides de Platon
  - R+= 4 solides de Kepler-Poinsot
  - A = 13 solides d'Archimède
  - C+= 14 polyèdres non convexes avec des faces convexes (tous ces polyèdres uniformes ont les faces qui se coupent les unes les autres)
  - S+= 39 polyèdres non convexes avec des faces complexes (en) (étoilées)
  - P = Série infinie des prismes réguliers convexes et des antiprismes
  - P+= Série infinie des prisme et des antiprismes uniformes non convexes (ceux-ci contiennent tous des faces complexes (étoiles))
  - T = 11 pavages planaires
- Acronyme de Bowers - Un nom unique abrégé prononçable basé sur l'anglais créé par le mathématicien amateur Jonathan Bowers[réf. nécessaire]
- Indexation uniforme : U01-U80 (d'abord le tétraèdre, les prisme à 76+)
- Indexation Kaleido : K01-K80 <K(n)=U(n-5) pour n=6..80> (prismes 1-5, Tétraèdre 6+)
- Liste des patrons de polyèdres (en) de Wenninger (en) : W001-W119
  - 1-18 - 5 convexes réguliers et 13 convexes semi-réguliers
  - 20-22, 41 - 4 non convexes réguliers
  - 19-66 48 stellations/composés spéciaux (Non réguliers non données sur cette liste)
  - 67-119 - 53 non convexes uniformes
- Chi: la caractéristique d'Euler, χ. Les pavages uniformes sur le plan correspondent à une topologie torique, avec une caractéristique d'Euler égale à zéro.
- Pour les pavages du plan, les nombres donnés de sommets, d'arêtes et de faces montrent le ratio de tels éléments dans une période du motif, qui, dans chaque cas, est un losange (quelquefois un losange à angles droits, i.e. un carré).
- Note sur les images de figure de sommet :
  - Les droites blanches de polygone représentent la « figure de sommet » du polygone. Les faces colorées incluses sur les images des figures de sommet aident à voir leurs relations.